# Omul amfibie (film)
Omul amfibie (titlul original în rusă Человек-амфибия, transliterat: Celovek-amfibia) este un film SF sovietic din 1962 regizat de Vladimir Cebotariov și Ghennadi Kazanski. În rolurile principale joacă actorii Vladimir Korenev, Anastasiia Vertinskaia, Mihail Kozakov.

## Prezentare
Oamenii care locuiesc într-un oraș aflat la malul mării sunt speriați din cauza apariției unei creaturi necunoscute în apă, numindu-l Diavolul mării. Nimeni nu știe ce este, dar de fapt este fiul doctorului Salvator. Fiul său, când a fost mic, fiind incurabil bolnav de plămâni, doctorul a efectuat intervenții chirurgicale asupra fiului său plantându-i bronhii de la un pui de rechin și acum tânărul pe nume Ichtiandr poate trăi și sub apă. Acest lucru îi dă anumite avantaje, dar creează și o mulțime de probleme, atunci când o salvează pe frumoasa Guttiere de la înec și se îndrăgostește de ea...

## Distribuție
- Vladimir Korenev – Ihtiandr Salvator
- Anastasia Vertinskaia – Guttiere Baltazar
- Mihail Kozakov – Pedro Zurita
- Anatoli Smiranin – bătrânul Baltazar, tatăl Guttierei
- Nikolai Simonov – prof. Salvator, tatăl lui Ihtiandr
- Vladlen Davîdov – reporterul Olsen
- Albert Antonian – Cristo, pescuitor de perle pe goeleta lui Pedro
- Anatoli Ivanov – dublura lui Ihtiandr în scenele subacvatice dificile
- Vladimir Kudriașov – un dansator la serbare
- Nikolai Kuzmin – un matroz de pe goeletă
- Mihail Medvedev – boțmanul
- Iuri Medvedev – negustorul de pește
- Anna Nikritina – mama lui Zurita
- Irina Orlik – dansatoarea la serbare
- Anatoli Shaghinian – Sancho, tipul de la serbare
- Gheorghi Tusuzov – matrozul în vârstă
- Aleksandr Zaharov – polițistul
- Tito Romalio jr. – băiatul vânzător de ziare (nemenționat)
- Serghei Boiarski – paznicul șef al închisori
- Stanislav Cekan – un paznic de închisoare
- Anatoli Stolbov – un paznic de închisoare

## Lansare
A fost lansat în anul 1962 și a avut parte de mare succes comercial, fiind vizionat de 65,5 milioane de spectatori în cinematografele din Uniunea Sovietică, ceea ce-l plasează pe locul 10 în topul celor mai vizionate filme sovietice din perioada 1950–1990.